# Basiliscus
Los basiliscos (Basiliscus) son un género de lagartos de la familia Corytophanidae. Los basiliscos se encuentran en la selva tropical de América Central y del Sur, desde el sur de México hasta Ecuador y Venezuela.
Se trata de lagartos similares a las iguanas, pero de aspecto más ágil y muy esbelto, y en general, de proporciones más reducidas. Se diferencian además por tener una o dos crestas normalmente una sobre la cabeza u otra, de mayor tamaño, sobre el dorso (pudiendo llegar hasta una cuarta parte de su cola). Su alimentación también es más ecléctica, consumiendo gran variedad de alimentos. De temperamento nervioso y acelerado, estos lagartos son conocidos por su capacidad para correr sobre el agua, gracias a que se mueven a una velocidad extraordinaria.

## Taxonomía y etimología
Tanto el nombre genérico, Basiliscus, como el nombre común, "basilisco", derivan del griego basilískos (βασιλίσκος) que significa "pequeño rey". El epíteto específico, vittatus, que en latín significa "rayado", se dio en la décima edición de Carl Linnaeus de Systema Naturae oficial.

## Clasificación
Género Basiliscus
| Imagen | Nombre científico     | Nombre común                                                       | Distribución |
| ------ | --------------------- | ------------------------------------------------------------------ | --- |
|        | Basiliscus basiliscus | Basilisco común                                                    | Del Noroeste de Nicaragua hasta el noroeste de Colombia en el lado del Pacífico, y desde el centro de Panamá hasta el noroeste de Venezuela |
|        | Basiliscus galeritus  | Basilisco occidental o Basilisco de cabeza roja                    | Colombia occidental y Ecuador occidental |
|        | Basiliscus plumifrons | Basilisco emplumado, Basilisco verde, el Basilisco de doble cresta | Este de Honduras,pasando a través de Nicaragua hasta Costa Rica                                                                             |
|        | Basiliscus vittatus   | Basilisco marrón, Basilisco rayado                                 | México, América Central y el noroeste de Colombia                                                                                           |

## Fisiología
Los basiliscos en promedio miden 70 a 75 cm de longitud total (incluida la cola). Su crecimiento es perpetuo, rápido cuando son jóvenes y no lineales para basiliscos maduros. Sus largas velas en forma de cresta, están presente en tres puntos distintos (cabeza, espalda y cola) confieren la impresión de criaturas como Dimetrodon y Edaphosaurus. Su piel se desprende en pedazos.[cita requerida]

## Movilidad sobre el agua
Los basiliscos tienen la notable habilidad de ser capaces de correr sobre la superficie del agua. Sus patas posteriores están provistas de unos lóbulos dérmicos que funcionan como aletas, los cuales aumentan la superficie de apoyo sobre el agua. Estos son enrollados cuando el animal camina por tierra. Si el animal afronta el peligro, comienza a correr muy rápidamente sobre la superficie de un río o un lago, entonces las aletas de sus pies traseros se abren permitiendo aumentar su superficie de apoyo y así correr sobre el agua. Sin embargo, al decrecer su velocidad en unos 2 minutos, el basilisco se hunde y tiene que nadar del modo normal de cualquier otro lagarto.
Debido a esta habilidad, se decía que tenía poderes sobrenaturales. En Ecuador se les conoce como piandes y en Colombia como pasarroyos.

## Otros mecanismo de defensa
Los basiliscos pueden excavar en la arena para esconderse de los depredadores y para evitar que la arena invada sus fosas nasales poseen un anillo de músculos alrededor de ambas fosas nasales.

## Especie invasora
La especie Basiliscus vittatus (basilisco marrón) se ha introducido en Florida. Donde logró adaptarse a los inviernos más fríos enterrándose en la hojarasca para obtener calor. Los informes actuales ven el basilisco marrón tan al norte como Fort Pierce, en la costa este del estado, donde pequeños grupos se han deslizado por el Tenedor del Norte del Santo Lucie River. Principalmente se ha visto en Boca Ratón y otras ciudades del condado de Palm Beach.